# Bayn al-Qasrayn

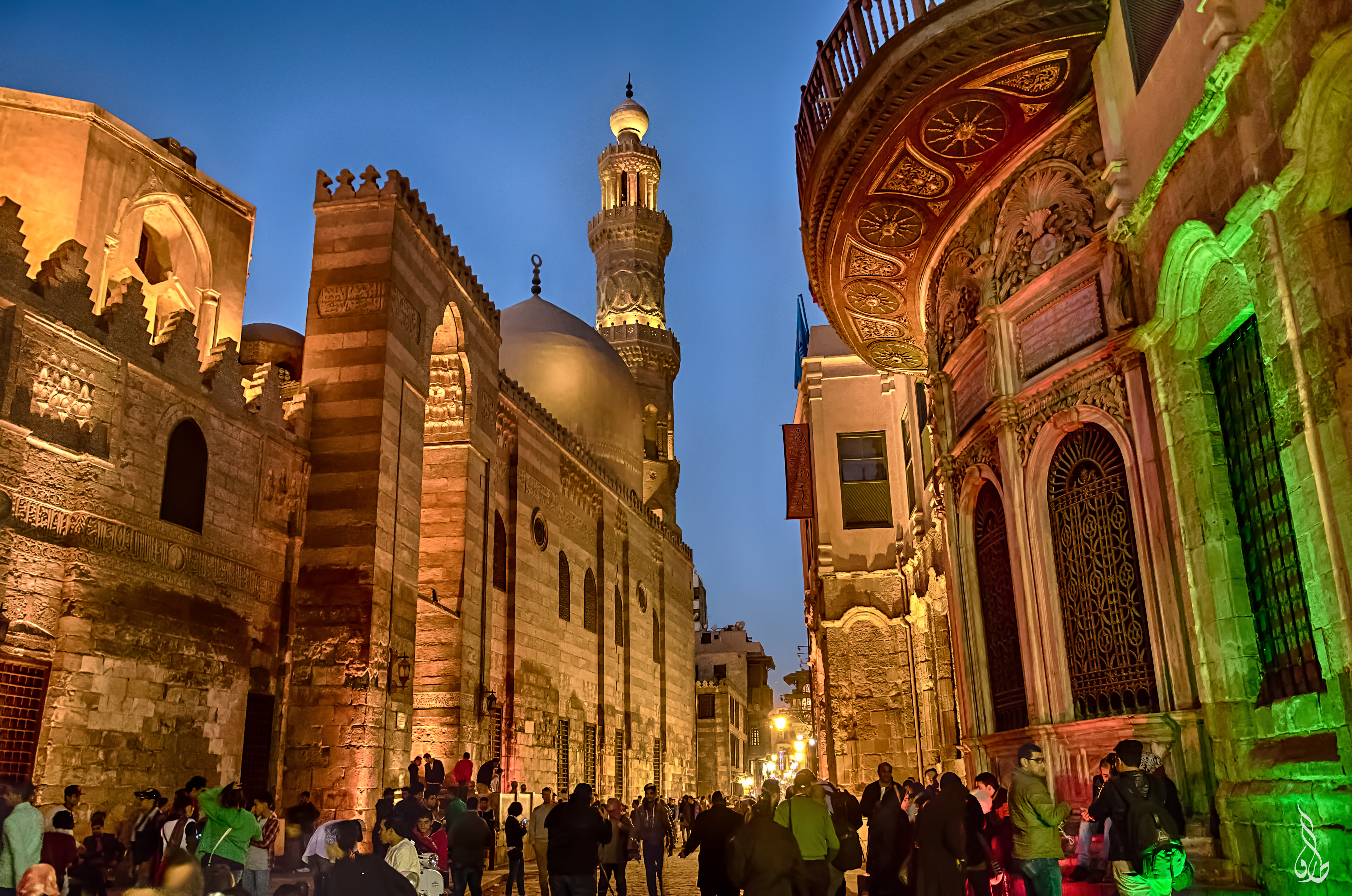
Bayn al-Qasrayn e seus monumentos iluminados à noite

Bayn al-Qasrayn (árabe: بين القصرين, lit. "entre os dois palácios") é uma área localizada ao longo da rua al-Mu'izz, no centro do Cairo histórico medieval, na atual Cairo, Egito. Corresponde ao que antes era uma praça entre dois complexos de palácios construídos no século X pelos fatímidas, como parte de sua cidade-palácio então chamada al-Qahirah. Posteriormente, essa área se tornou o local de muitos edifícios monumentais construídos durante os períodos aiúbida, mameluco e otomano até o século XIX. Muitos desses monumentos históricos estão de pé até hoje.

## História

### Fundação dos fatímidas

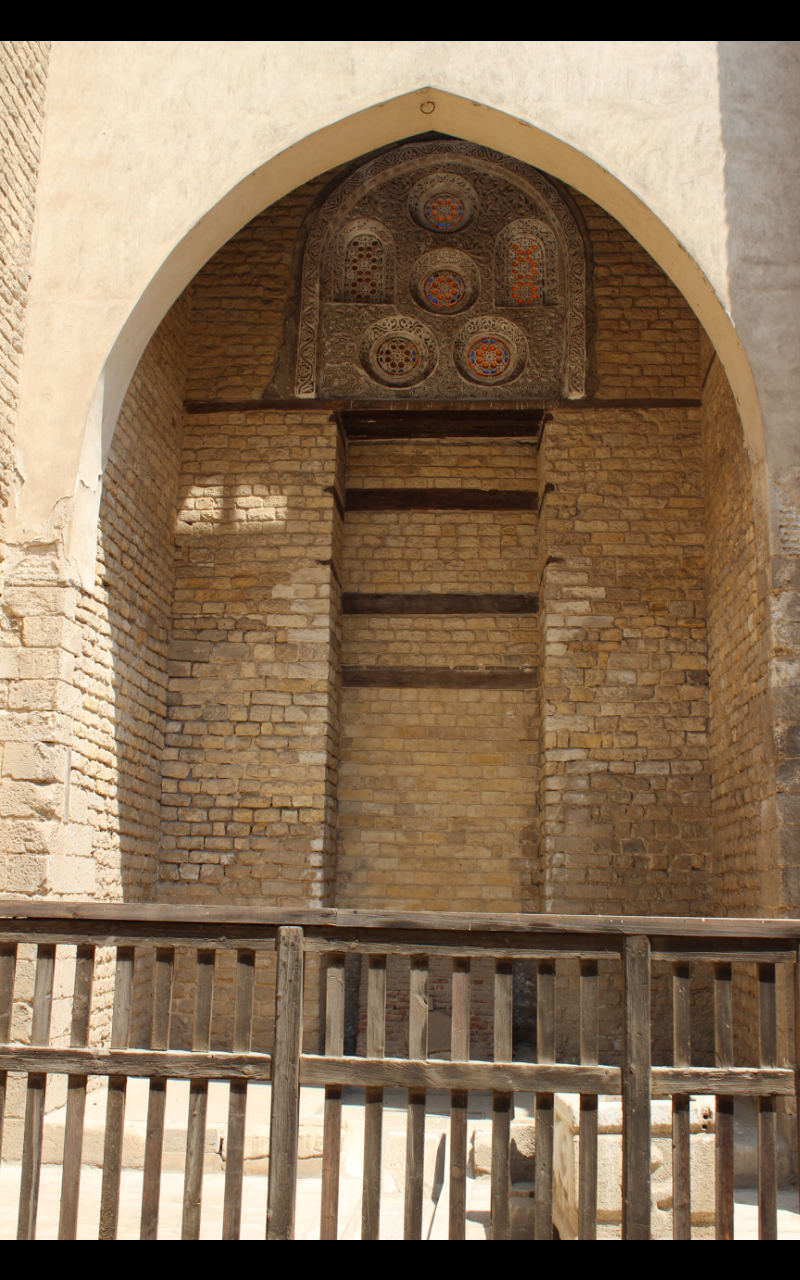
Um ivã no bimaristão (hospital) do Sultão Calavuno que incorpora restos do Palácio Ocidental Fatímida, que anteriormente ficava nesse local.

Os fatímidas conquistaram o Egito em 969 sob o comando de Jauar Assiquili, o general do califa Almuiz Aldim Alá. Em 970, Assiquili foi responsável pelo planejamento, fundação e construção de uma nova cidade para servir de residência e centro de poder para os califas fatímidas. A cidade estava localizada a nordeste de Fostate, a então capital e principal cidade do Egito. Jauar, que serviu como grão-vizir de al-Mu'izz e provavelmente era um escravo armênio, é relatado pelo historiador islâmico egípcio do século XIV, Almuiz, como tendo tomado a decisão consciente de se mudar mais para o norte e construir o Cairo em um complexo de 340 acres em vez de desenvolver Fostate. Jauar organizou a cidade de modo que o complexo do palácio califal ficasse em seu centro. A cidade recebeu o nome de al-Mu'izziyya al-Qahirah, a "Cidade Vitoriosa de Almuiz", mais tarde chamada simplesmente de "al-Qahira", que nos deu o nome moderno de Cairo. Embora Jauar tenha sido de fato importante para o layout do Cairo, o Grande Palácio Oriental de Almuiz Aldim Alá foi desenhado e projetado pelas mãos do próprio Almuiz Aldim Alá.
O complexo do palácio consistia em duas partes principais: o Grande Palácio Oriental, o primeiro a ser construído em 970 por Jauar para a chegada do triunfante califa Almuiz, e o Palácio Ocidental, que foi adicionado sob seu sucessor Alaziz (governou de 975 a 996). Os dois palácios ficavam de frente um para o outro em uma praça aberta que ficou conhecida como "Bayn al-Qasrayn" (que significa "Entre os dois palácios"), em um padrão repetido da cidade real fatímida original em Mádia, na Tunísia. A entrada oficial para o Grande Palácio Oriental, conhecida como Bab al-Dhahab ("O Portão Dourado"), estava localizada aqui e levava ao "Salão Dourado", onde o califa realizava sua audiência diária. Depois que o Palácio Menor (Ocidental) de Alaziz e um palácio menor, Qasr Al-Bahr, foram construídos no lado oeste da rua, o Meidan (também conhecido como "Maydan") ou praça central completou os Grandes Palácios fatímidas e centralizou o campo de desfiles. O Meidan ficou conhecido posteriormente como "Bayn Al-Qasrayn", devido à sua localização entre os dois palácios. A área de Bayn Al-Qasrayn também era atravessada por túneis subterrâneos que permitiam que o califa se deslocasse entre o palácio e os jardins califais a oeste. Esses túneis de uso particular ajudavam o califa e os funcionários reais a evitar reuniões maiores do que as esperadas e a atravessar a área discretamente.
O campo de desfiles em grande escala simbolizava o sucesso fatímida no comércio e no controle político. Esse poder foi reconhecido em regiões externas como Meca e Medina, onde os governantes dessas se aliaram para receber assistência e subsídios para proteção e inclusão A inclusão de muçulmanos, judeus e coptas à vida cotidiana fatímida e às apresentações reais levou os guardas do palácio a fecharem a passagem central com correntes durante a noite para isolar e respeitar o califa como líder de todos. A praça também era o local de várias cerimônias e atividades relacionadas à dinastia. Os usos sociais e artísticos encontrados na decoração arquitetônica, no ritual da corte e na cerimônia aberta foram registrados nas dinastias islâmicas do Cairo desde a dinastia fatímida.
Bayn al-Qasrayn foi o centro da vida durante os séculos de controle fatímida no Egito Em sua extremidade norte, logo acima do complexo do Grande Palácio, ficava a Mesquita Aqmar. Como os fatímidas eram xiitas ismaelis, essa mesquita fatímida tornou-se uma peça de arquitetura de rua com seus motivos e homenagens a Alá, Maomé e Ali em sua fachada que atrai a atenção diária. Essa mesquita tornou-se fundamental para o ensino dos conceitos religiosos islâmicos xiitas no início do século XII. Além das apresentações reais, religiosas e estatais nas áreas de desfile de Bayn Al-Qasrayn, a área circundante tinha mercados e empresas. As lojas pagavam taxas por meio do waqf, um sistema de doações de caridade que contribuía para o funcionamento e a progressão da educação e da proteção religiosa da teologia xiita. Isso incluiria lojas de gêneros alimentícios, bazares de armarinhos, casas de câmbio e outras frentes de mercado amplamente diversificadas

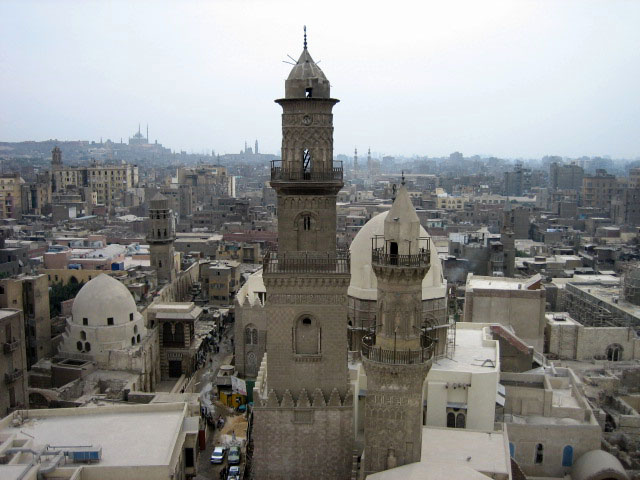
Bayn al-Qasrayn vista de cima. Os minaretes do Complexo Calavuno e do complexo de Anácer Maomé estão em primeiro plano. À esquerda, mais distante, está a cúpula e o minarete do mausoléu e da madraça de Sale Aiube.

### Desenvolvimento dos aiúbidas e mamelucos
Nos séculos seguintes, o Cairo se transformou em um centro urbano de grande escala. Após o fim do califado fatímida no século XII, os sultões aiúbidas e seus sucessores mamelucos, que eram muçulmanos sunitas ansiosos para apagar a influência dos fatímidas muçulmanos xiitas, progressivamente demoliram e substituíram os grandes palácios fatímidas por seus próprios edifícios. A madraça de Sale Aiube, construída por Sale Aiube, foi uma das primeiras grandes construções, e seu mausoléu (construído após sua morte por Xajar Aldur) foi o primeiro mausoléu pós-fatimida a ser erguido em um local público ao longo das principais ruas do Cairo, uma prática que se tornaria comum posteriormente.
Consequentemente, a praça cerimonial diminuiu e acabou se tornando apenas mais um trecho da Qasabah, a principal rua norte-sul do Cairo (conhecida atualmente como Rua Al-Mu'izz). No entanto, devido à sua localização central e simbólica, a área de Bayn al-Qasrayn continuou sendo um local privilegiado no Cairo, e muitas mesquitas importantes, mausoléus e mansões de governantes e elites foram construídas ao longo da antiga praça, principalmente na era mameluca. Estruturas como o mausoléu, o hospital e a madrasa do sultão Calavuno, um importante monumento de sua época, não apenas aproveitaram o local, mas também incorporaram discretamente partes dos antigos palácios fatímidas em sua construção. Ibne Batuta, que visitou o local em 1326, reforçou esse conceito e comentou que o espaço de Bayn al-Qasrayn estava "além da capacidade de descrição".

## Contexto urbano: a rua Qasabah
A principal rua norte-sul do Cairo, que passava por Bayn al-Qasrayn, ficou conhecida como "Qasabah". Atualmente, ela é conhecida como Rua Al-Mu'izz.
Esse era o principal eixo comercial da cidade, onde se concentravam as atividades econômicas mais importantes. As lojas ao longo dessa rua incluíam vendedores de livros, fornecedores de especiarias e nozes, fabricantes de selas e comerciantes de tecidos que vendiam seus produtos para a população do Cairo e para outros visitantes. O historiador egípcio Almacrizi contou 12.000 lojas somente na rua Qasabah. Mesmo após a era fatímida, essa avenida foi o foco de muitos monumentos cívicos ou religiosos construídos por governantes e governadores subsequentes até o século XIX, incluindo muitas mesquitas e mausoléus importantes.
A rua Qasabah se espalhou para o norte e para o sul a partir da Bayn al-Qasrayn original, transformando-se em uma rua de um quilômetro de comprimento que se estendia do portão norte da cidade (Bab al-Futuh) até o portão sul (Bab Zuweila). À medida que o Cairo se expandia para fora da cidade murada fatímida original, o desenvolvimento da rua Qasaba se estendeu para a estrada que levava ao sul da cidade e chegou até a Cidade dos Mortos.

## Lista de monumentos históricos em Bayn al-Qasrayn atualmente

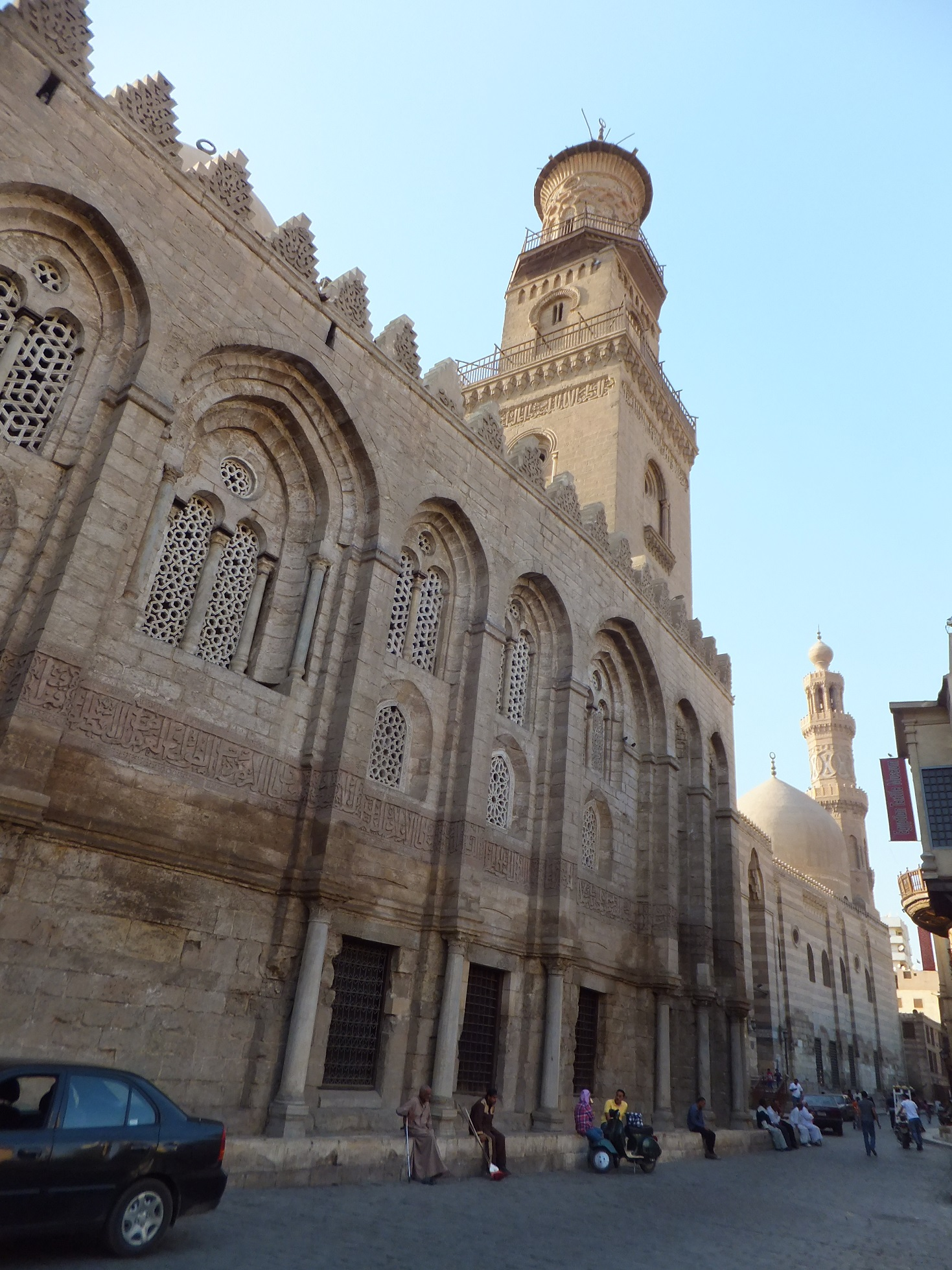
O complexo do mausoléu de Calavuno em Bayn al-Qasrayn.

Embora Bayn al-Qasrayn não seja uma área estritamente definida atualmente, os monumentos a seguir ocupam o antigo local dos dois grandes palácios fatímidas, aproximadamente na ordem do sul para o norte. A proeminência das estruturas originadas do patrocínio real é uma indicação do prestígio histórico do local.
- Madraça de Sale Aiube
- Madrasa do Sultão Baibars (o mais antigo monumento mameluco, mas apenas um fragmento dele permanece até hoje)[6]
- Complexo funerário (mausoléu, madrasa e hospital) do sultão Calavuno (ainda contém alguns vestígios do palácio fatímida ocidental)[6]
- Mausoléu de Barcuque
- Sabil e escola de Ismail Paxá (século XIX)
- Madrasa do Sultão Camil (o mais antigo monumento pós-Fátimida)[6]
- Hamame do Sultão Axerafe Ceifadim Inal
- Palácio Beshtak
- Sabil-Kuttab
- Mesquita Aqmar (o único monumento fatímida remanescente)[6]